# Per Haraldsen
Per Haraldsen (Skien, 5 dicembre 1892 – Skien, 20 febbraio 1928) è stato un calciatore norvegese, di ruolo attaccante.

## Carriera

### Club
Haraldsen vestì la maglia dell'Odd. Vinse due edizioni della Norgesmesterskapet: 1913 e 1919.

### Nazionale
Giocò 4 partite per la Norvegia. Esordì il 23 giugno 1912, nella sconfitta per 0-6 contro l'Ungheria. Partecipò ai Giochi della V Olimpiade.

## Palmarès

### Club

#### Competizioni nazionali
- Coppa di Norvegia: 2

Odd: 1913, 1919